# Хаскел (Оклахома)
Хаскел (енгл. Haskell) град је у америчкој савезној држави Оклахома.

## Демографија
По попису из 2010. године број становника је 2.007, што је 242 (13,7%) становника више него 2000. године.
| Група             | 2000.         | 2010.         |
| Белци             | 1.280 (72,5%) | 1.312 (65,4%) |
| Афроамериканци    | 157 (8,9%)    | 188 (9,4%)    |
| Азијати           | 1 (0,1%)      | 1 (0,0%)      |
| Хиспаноамериканци | 12 (0,7%)     | 43 (2,1%)     |
| Укупно            | 1.765         | 2.007         |